# Previsão de erupção vulcânica

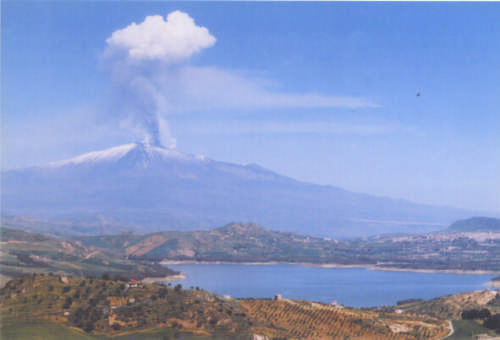
Lago Pozzillo e Regalbuto e Vulcão Etna.

A previsão de erupção vulcânica é um monitoramento interdisciplinar e esforço de pesquisa para prever o tempo e a gravidade da erupção de um vulcão. De particular importância é a previsão de erupções perigosas que podem levar à perda catastrófica de vidas, propriedades e interrupção das atividades humanas.

## Ondas sísmicas
Um objetivo fundamental da sismologia vulcânica é entender os sistemas magmáticos ativos, caracterizar a configuração de tais sistemas e determinar a extensão e a evolução das regiões de origem da energia magmática. Essa compreensão é crítica para nossa avaliação do comportamento eruptivo e seus impactos perigosos.

## Emissão de gases
À medida que o magma se aproxima da superfície e sua pressão diminui, os gases escapam. Esse processo é muito parecido com o que acontece quando você abre uma garrafa de refrigerante e o dióxido de carbono escapa. O dióxido de enxofre é um dos principais componentes dos gases vulcânicos, e quantidades crescentes dele anunciam a chegada de quantidades crescentes de magma perto da superfície. As medições Multi-GAS das razões CO2/SO2 podem permitir a detecção da desgaseificação pré-eruptiva de magmas crescentes, melhorando a previsão da atividade vulcânica.

## Monitoramento térmico
Tanto o movimento do magma quanto as mudanças na liberação de gás e na atividade hidrotérmica podem levar a mudanças na emissividade térmica na superfície do vulcão.

## Tremores de iceberg
Semelhanças entre tremores em iceberg, que ocorrem quando encalham, e tremores vulcânicos podem ajudar os especialistas a desenvolver um método melhor para prever erupções vulcânicas. Embora os icebergs tenham estruturas muito mais simples do que os vulcões, eles são fisicamente mais fáceis de trabalhar. As semelhanças entre tremores vulcânicos e icebergs incluem longas durações e amplitudes, bem como mudanças comuns nas frequências.

## Sensoriamento remoto
O sensoriamento remoto é a detecção pelos sensores de um satélite da energia eletromagnética que é absorvida, refletida, irradiada ou espalhada da superfície de um vulcão ou de seu material em erupção em uma nuvem em erupção. Os satelites do projeto Espectrorradiômetros de Imagem de Resolução Moderada (MODIS) mostraram que, apesar das diferenças entre os vulcões, nos anos que antecederam a erupção, a temperatura radiante da superfície em grande parte do vulcão aumentou cerca de 1 grau Celsius em relação ao seu estado normal. Diminuiu após cada erupção.